# Улица Глинки (Санкт-Петербург)
Улица Гли́нки — улица в Адмиралтейском районе Санкт-Петербурга. Проходит от набережной реки Мойки до проспекта Римского-Корсакова.

## История названия
20 августа 1739 года присвоено имя Морская Полковая улица, так как на улице предполагалось разместить Морской полковой двор Адмиралтейского ведомства. С 1769 года носила имя Никольская улица, которое дано по находящемуся на Никольской площади собору Святого Николая (1762). Параллельно существовали названия Никольский проспект, Николаевская улица.
20 ноября 1892 года переименована в улицу Глинки, в честь М. И. Глинки, русского композитора, в связи с 50-летием премьеры оперы «Руслан и Людмила», так как «улица вела к Мариинскому театру, где ставились … оперы Глинки и к строящемуся зданию консерватории…». Это было первое в истории Петербурга переименование улицы «в честь», то есть когда одно, исторически устоявшееся название, заменялось другим по политическим мотивам.

## История
Улица возникла в первой половине XVIII века. На протяжении всей улицы в 1909—2006 годах осуществлялось трамвайное движение.

## Достопримечательности

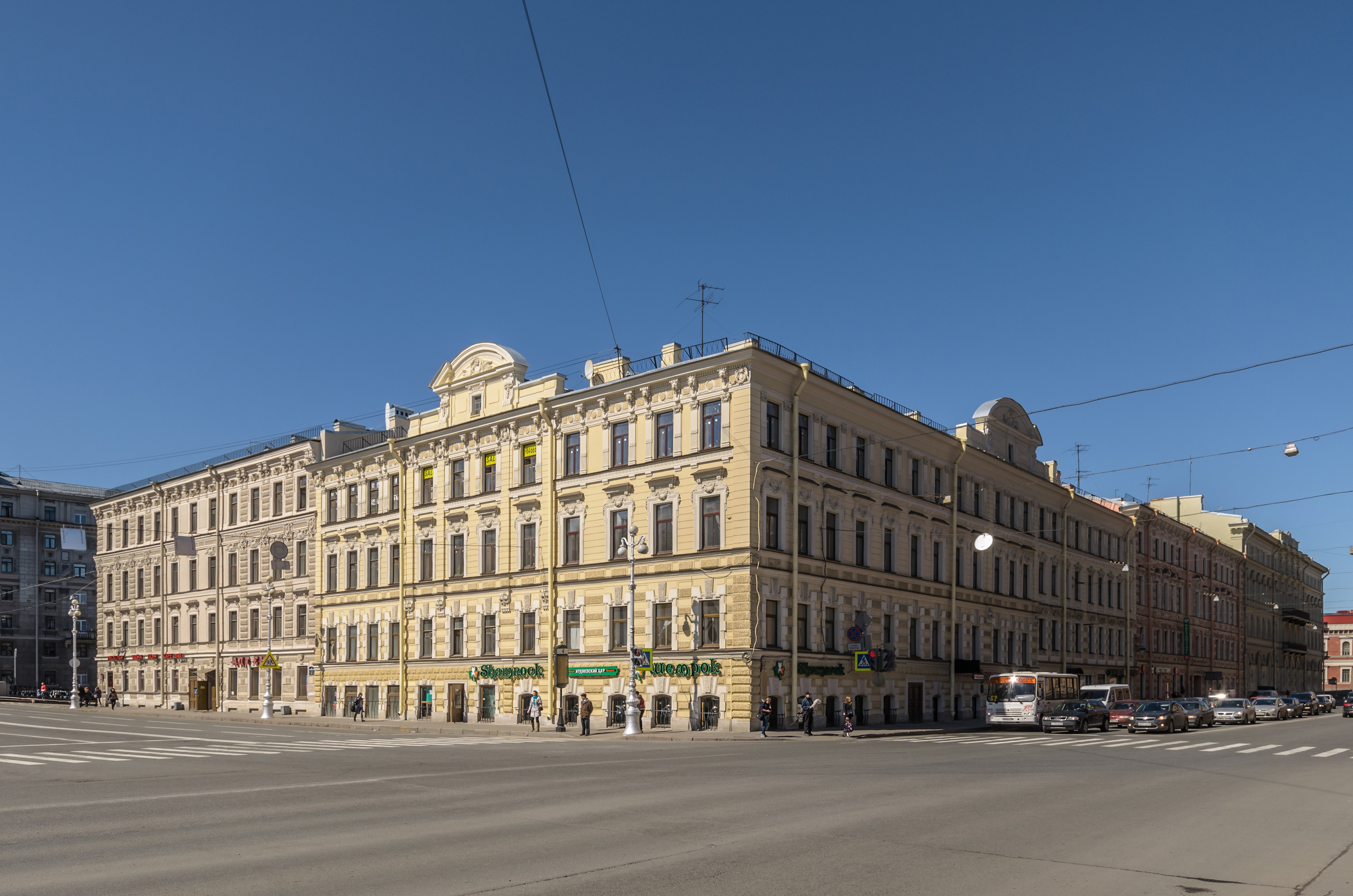
Доходный дом Немковой

- № 1 — Доходный дом А. Б. Фитингофа, 1855—1856, архитектор Карл Андерсон. С 1880-х годов зданием владело Российское общество страхования капиталов и доходов «Жизнь», в 1907 году под руководством архитектора Василия Шауба были переложены главная лестница, дверные и оконные проёмы. После работ 1907 года здание больше не видоизменялось[2].  7831197000
- № 3-5-7, литера А — историческое здание начала 1800-х годов. Неоднократно перестраивалось и расширялось на протяжении XIX столетия. В 1877—1916 годах здесь жил композитор Э. Ф. Направник, в 1882—1908 годах — композитор И. Ф. Стравинский, в 1946—1982 годах — геолог Д. В. Наливкин[3].
- № 4 — Дом Мордвинова (Балле), построен в конце XVIII века, перестроен в 1895 под руководством архитектора Давида Висконти[4][5].  7831222001
- № 6 — Особняк Щигельского, конец XVIII века, перестроен в 1857—1858 годах архитектором Людвигом Бонштедтом[6].  7831225000
- № 8 — Здание статс-секретариата Царства Польского, 1-я четверть XIX века, перестроено в 1845—1847 годах архитектором Корсини  7831226000
- № 9-11 (Театральная площадь, 16) — дом К. К. фон Кистера, на основе здания конца XVIII — начала XIX века в 1875—1876 годах был перестроен по проекту архитектора А. И. Кракау[6].
- Мариинский театр
- Санкт-Петербургская государственная консерватория имени Н. А. Римского-Корсакова
- № 13 — Дворец Великого князя Кирилла Владимировича  7802414000
- Никольский морской собор  памятник архитектуры (региональный)  7810086000
- Поцелуев мост